# سترماتس (اوژیتسه)
سترماتس (به صربی: Strmac) یک منطقهٔ مسکونی در صربستان است.